# Ospedale degli Innocenti
Das Ospedale degli Innocenti (deutsch Hospital der Unschuldigen [Kinder]) ist ein historisches Findelkinder- und Waisenhaus in Florenz, eines der Ersten seiner Art in Europa. Es wurde zwischen 1419 und 1445 nach Plänen von Filippo Brunelleschi errichtet und gilt als eines der ersten Gebäude im Stil der Renaissance. Der Komplex befindet sich an der Piazza Santissima Annunziata und beherbergt heute ein Museum und das Instituto degli Innocenti mit Kinderkrippen, einem Kindergarten, Familienheimen für hilfebedürftige Kinder und Mütter sowie einige Forschungsbüros der UNICEF. Seit 1997 ist die Einrichtung ein Nationales Zentrum für Dokumentation und Analyse von Kindheit und Jugend, eine nationale wie europäische Anlaufstelle für die Förderung der Kinderrechte.

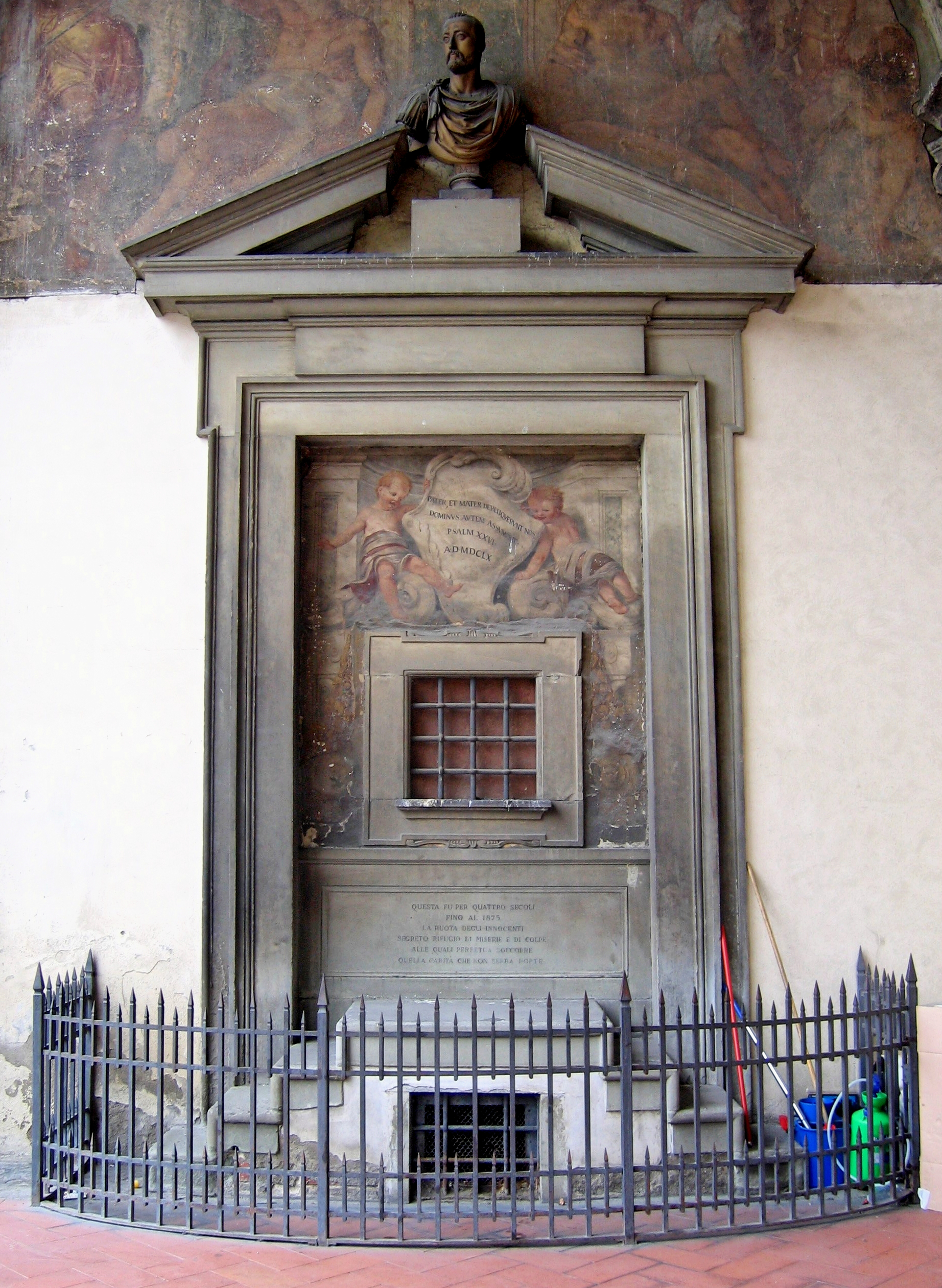
Die ehemalige Wandöffnung der ruota dei proietti von 1660 in der Loggia. Auf der Schriftrolle darüber der Psalm 26,10: „Vater und Mutter haben uns verlassen, aber Gott hat uns angenommen.“

## Entstehung und Funktion

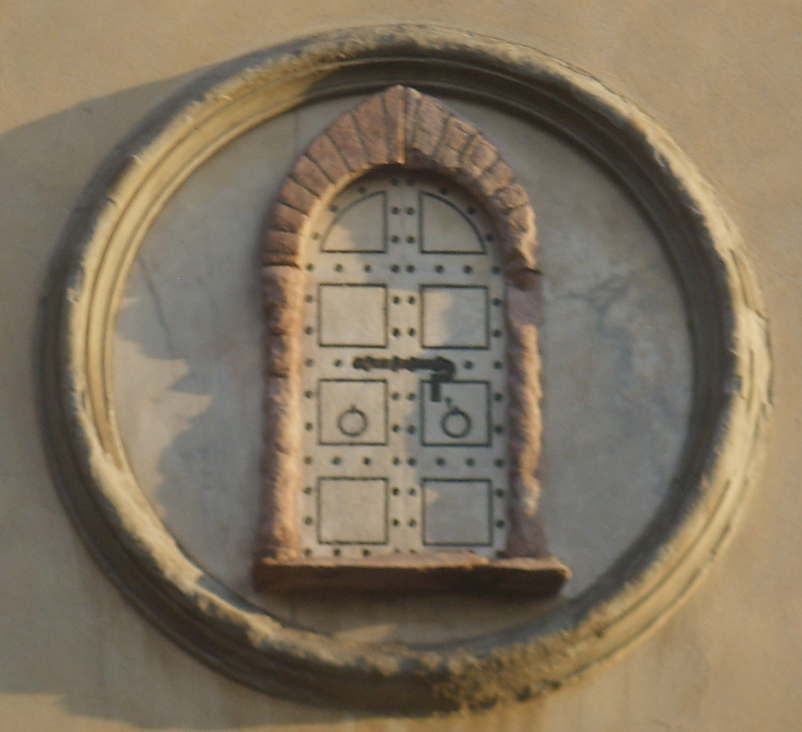
Das Wappen (stemma) der Arte della Seta

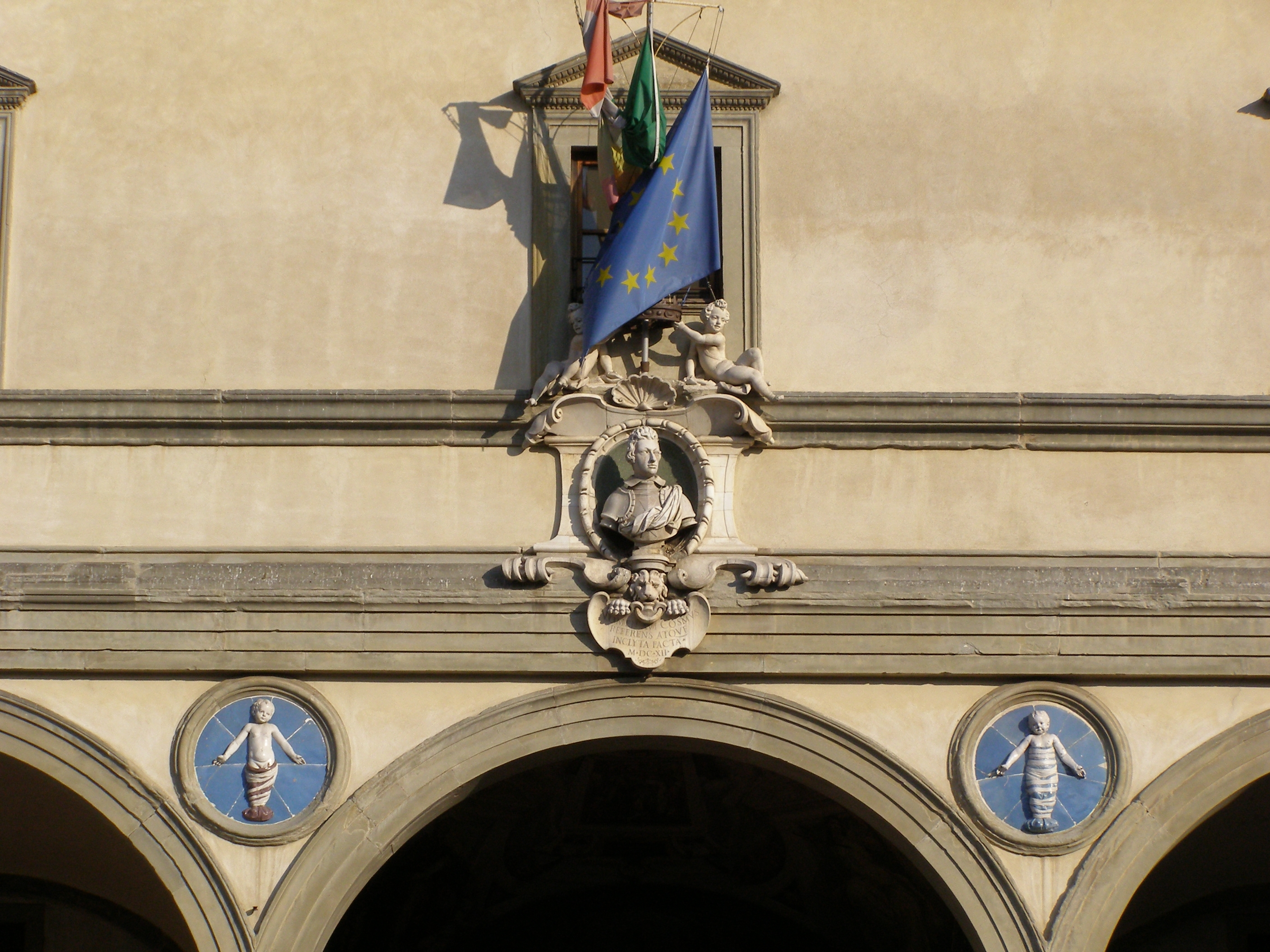
Ausschnitt der Fassade mit zwei Tondi in den Zwickeln, der Büste Cosimo II. und einem der Obergeschossfenster

Die Initiative zum Bau ist der testamentarischen Stiftung von 1000 Goldflorin durch den aus Prato gebürtigen Kaufmann Francesco di Marco Datini an das große Florentiner Krankenhaus Santa Maria Nuova zu verdanken, das damit seiner Findelkindstation ein eigenes Gebäude bauen konnte. Das Patronat übernahm die Florentiner Zunft der Seidenmacher und Goldschmiede (Arte della Seta oder Arte di Por Santa Maria), die seit 1294 vom Rat der Stadt verpflichtet war, sich um die Findelhäuser zu kümmern. Zu den operai, den Projektbeauftragten der Zunft für den Neubau, gehörte der Autor einer der ersten Stadtbeschreibungen überhaupt, Goro Dati, der darin den Findel- und Waisenhäusern der Stadt ein eigenes Kapitel widmete. Wohltätigkeit und Patriotismus bildete nicht nur in Florenz eine Einheit. Wobei das Ospedale auch als Repräsentationsbau der Arte della Seta diente, deren Wappentondi, neben den Tondi mit den Wickelkindern, der einzige Schmuck der Fassade waren und gleichzeitig die Funktionen des Baus subsummierten. Das erste Wappen, dass Francesco della Luna 1439 schuf, hing über der Tür des südlichen Wandfeldes. Ein Pendant entstand während des Umbaus von 1843. Seit 1612 ziert ein barockes Konterfei Cosimo II. de’ Medicis über dem zentralen Bogen die Loggia.
Findelhäuser lebten von Zuwendungen, um die Ammen der Kinder zu entlohnen und später eine Mitgift für die Mädchen und die Ausbildung der Jungen bezahlen zu können. Die meisten Kinder stammten aus illegitimen Beziehungen von Hausherren mit einer Magd, Dienerin oder Sklavin (serva, fante oder schiava), so wie auch Francesco Datini mehrere illegitime Kinder zeugte, von denen er zumindest eines in Santa Maria Nuova mit einer Mitgift von 1000 Florin ausstattete.
In den ersten zwanzig Jahren seit seiner Eröffnung im Jahr 1445 nahm das Ospedale degli Innocenti 2567 Kinder auf, in der Überzahl Mädchen (56,4 %); nicht alle Kinder erreichten jedoch das Erwachsenenalter. In der Aufstellung von 1643 heißt es im Einzelnen: „1091 bei Ammen untergebrachte Kinder, 28 Säuglinge im Haus, 21 Ammen, 642 Kinder, Buben und Frauen verschiedenen Alters, 98 Jungen, 40 Priester und Geistliche, den Prior und 25 nach San Gimignano verlegte Kinder.“
Für die anonyme Abgabe Neugeborener gab es eine Art „Babyklappe“ (ruota) in der linken Seitenwand der Loggia (die schon am Abend nach der Einweihung erstmals genutzt wurde). Noch bis 1875 konnten hier Neugeborene anonym zur Pflege abgelegt werden.

## Architektur

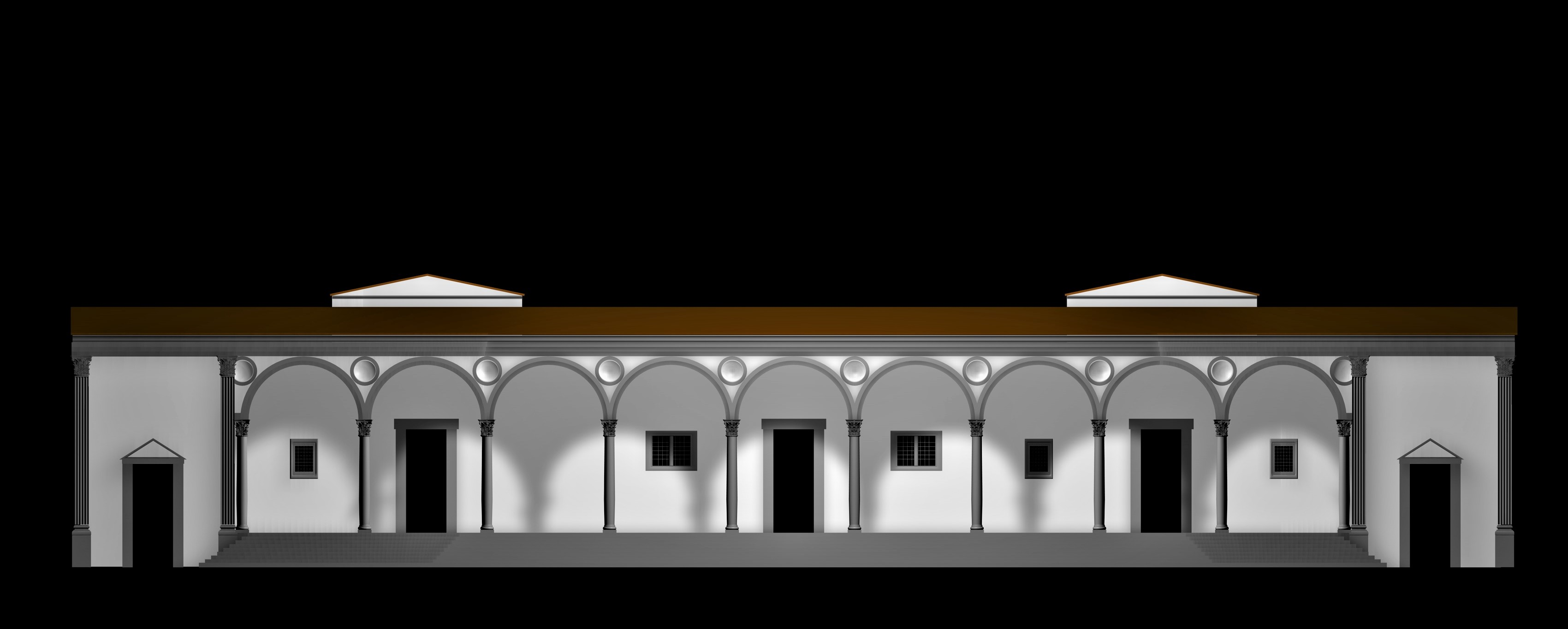
Rekonstruktion der von Brunelleschi entworfenen Fassade ohne Obergeschoss (Adriano Marinazzo)

Der auf Grundlage eines einheitlichen Konzepts errichtete Komplex zeichnet sich durch eine funktionale Anordnung der Gebäudeteile und Innenhöfe aus. Die lange Front zur Piazza Santissima Annunziata besitzt im Erdgeschoss eine Loggia, eine für Hospitäler und karitative Einrichtungen in Italien nicht neue Bauform. Neu sind hier jedoch die über die ganze Breite vorgelagerte Freitreppe und vor allem die Verwendung von filigranen Rundsäulen mit antikisierenden Kapitellen und profilierten, halbrunden Bögen, alles aus Macigno (auch pietra serena genannt), dem nördlich von Florenz gewonnenen grauen Sandstein. Dieser kontrastiert mit den weißen, verputzten Wänden und erinnert damit an die alternierenden Bänder von weißem und grünem Marmor toskanischer Sakralbauten wie dem Florentiner Baptisterium.
Das Battistero di San Giovanni, ein auf den Anfang des 11. Jahrhunderts zurückgehendes Gebäude, war nicht nur der angesehenste Sakralbau der Stadt, sondern wurde als christianisierter, ehemals römischer Mars-Tempel, also als ein antikes Bauwerk, angesehen. Einige antikisierende Formen des Hospitals haben ihr Vorbild in diesem romanischen Bau, dessen tradierte, vermeintlich antiken Baudetails allerdings teilweise dekorativ überformt sind. Brunelleschi wusste offensichtlich zu differenzieren und gleichzeitig erweisen sich bei genauerer Betrachtung zum Beispiel seine Kapitelle am Hospital nicht als Kopien antiker Modelle korinthischer oder kompositer Ordnung, sondern als Vorbild dienten ihm überkommene lokale Derivate des späten 11. und 12. Jahrhunderts mit direktem lombardischen und sekundärem französischen Einfluss, wie es sie beispielhaft an der Kathedrale von Fiesole gibt. Andererseits waren in Florenz vor dem Bau des Ospedale degli Innocenti seit über hundert Jahren Säulen zu Pfeilern gebündelt oder mit achteckigem Schaft. Brunelleschi nahm hier erstmals wieder die „humane“ Form der Säule auf, rund und in sich gewölbt (Entasis).

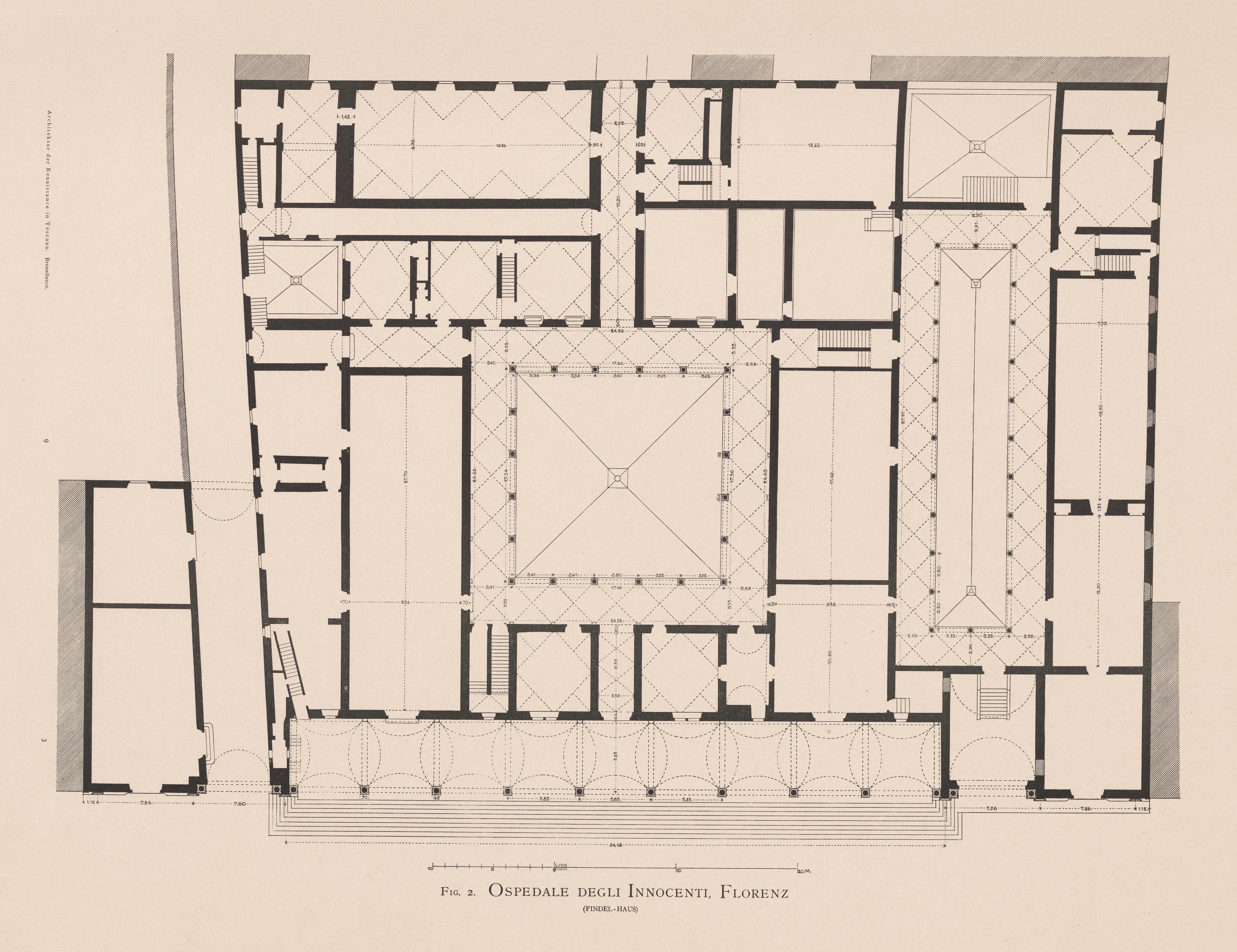
Grundriss des Ospedale degli Innocenti [Blattwölbung oben!

Ursprünglich hatte Filippo Brunelleschi, dem im Wesentlichen die Fassade zugeschrieben wird, nur neun Bögen geplant, seitlich flankiert von Wandfeldern mit je zwei kannelierten Pilastern und einem kleinen ebenerdigen Portal (s. die Rekonstruktion von Marinazzo). Diese Felder sind um die Breite der Pilaster weiter als die Säulenabstände der Loggia. Die fast acht Meter hohen Bögen der Arkade überspannen mehr als fünf Meter. Mit dem im Vergleich niedrigen zweiten Stock und über eine Gesamtbreite von ursprünglich 71 Metern, wirken die Säulen umso feingliedriger und der Gesamteindruck leicht.
Die zentrale Tür der Loggia geht in den quadratischen Innenhof der Männer (Chiostro degli uomini), der Zugang zu den verschiedenen Verwaltungsräumen bot, die linke Tür führte in die Kirche, die rechte ins Hospital. Die beiden ebenerdigen Türen der Flanken waren Diensteingänge. Kirche und Hospital waren zudem unterkellert. Die Unterkirche wie die Ausbildungswerkstätten für die Jungen waren wie üblich mit schlichten weiten Bögen über massigen quadratischen Säulen gebildet. Spätere Erweiterungen der Keller führten bei der Restaurierung in den 1960er Jahren zu Problemen beim Rückbau zur ursprünglichen Gestalt.
1429 wurden die Bedachungen der symmetrischen Längstrakte, die den Innenhof flankieren, bezahlt, der Kirche links und dem Hospital rechts. Über dem Hospital erhebt sich noch ein offener Trockenboden für die Wäsche. Der zusätzliche Längstrakt für das Frauenhaus, das zusätzlich gebraucht wurde, schließt den Gebäudekomplex nach Süden hin ab. Er bildet eine Flanke des schmalen Chiostro delle donne und wurde zwischen 1430 und 1436 errichtet.
Der Fassadenbau indessen erhielt 1429 zunächst nur ein Notdach. Das Obergeschoss mit dem Dormitorium, dass sich über dem durchgängigen Architrav erhebt, wurde schließlich 1439 abgerechnet. Die elf hochaufrechten Fenster, jeweils mittig über den Bögen, bzw. über den Türen der Wandfelder, haben eine profilierte Rahmung und abgesetzt einen bekrönenden Ziergiebel. Noch ganz im Stil des Trecento ist das Profil des Fenstergesimses, dass mit dem Architrav die ganze Fassadenweite durchläuft, an den Enden zweimal um ein kurzes Wellendekor umbrochen (siehe Bild unten) und rahmt so ein schmales Wandfeld, ohne den Charakter eines klassischen Gebälks zu erhalten. 
Das Ospedale degli Innocenti bleibt in weiten Teilen noch den im Handwerk üblichen Formen des Trecento verhaftet. Außer der Fassade ist nur der Chiostro degli uomini mit ebenfalls repräsentivem Charakter klassizistisch gedacht. Die hinteren Gebäudeteile weisen (ausser im ursprünglich symmetrischen Grundplan) nichts antikisierendes auf, sondern sind vom Keller bis zum Trockenboden im einfachen Stil des 14. Jahrhunderts gehalten.
Bald nach Baubeginn des Ospedale war spätestens ab 1420 schon zusätzlich mit dem Kuppelbau der Florentiner Kathedrale beschäftigt. Außerdem kamen Entwürfe für die Cappella Barbadori in Santa Felicità (1420–1423), den Saalbau am Palazzo di Parte Guelfa (1420 begonnen, unvollendet) und die Sakristei von San Lorenzo (1421–1428). Nach Manetti war er auch zeitweise nicht in Florenz, laut Giorgio Vasari entwarf er in Mailand für Filippo Maria Visconti ein Festungsmodell. Eine letzte Zahlung als Bauleiter bekam er Ende Januar 1427. Im August des Vorjahres hatte er noch die Fundamentierung des chiostro degli uomini bestellt, woraus abzuleiten ist, dass der Komplex von Brunelleschi nicht U-förmig, sondern schon als um den quadratischen Innenhof geschlossen geplant war, wiewohl der Nordtrakt zu dieser Zeit noch fehlte.

### Der umgebrochene Architrav
In Abwesenheit Brunelleschis war weiterer Platzbedarf für ein Frauenhaus entstanden und so wurde 1430 der Fassade rechts ein weiteres Wandfeld angefügt, dessen Architrav – gänzlich unantikisch – wie eine Rahmung an den Seiten senkrecht umbricht. Dieses Detail stammt von der Attika des Baptisteriums. Brunelleschis Biograf Antonio Manetti und in vielem sein Nachfolger, war auch am Ospedale ab 1466 der operaio. Er konnte den ursprünglichen Entwurf Brunelleschis bei der Zunft einsehen und kritisierte viele Änderungen, die wohl vor allem in der Verantwortung des Seidenfabrikanten Francesco della Luna lagen, einem Freund Brunelleschis (laut Vasari), der wohl schon von Beginn an am Projekt mitarbeitete und von Mai 1427 bis 1430 sowie von 1435 an nochmals zehn Jahre lang die Bauaufsicht übernommen hatte. So wurde in seiner Zeit 1439 das Obergeschoss fertig, dem aber die äußeren Pilasterpaare (in Fortsetzung der unteren) fehlen. Auch bemängelte Manetti die Ausführung zweier Fenster, vermutlich die über den äußeren Wandfeldern.

### Spätere Dekorationen und Umbauten
1474, bald 30 Jahre nach Brunelleschis Tod (1446), bekam das Dormitorium über der Loggia sein endgültiges Dach und auch die Fenster bekamen eine neue Rahmung.
Die Zwickel zwischen den Bögen der Loggia wurden 1487 mit zehn Tondi von einem Meter Durchmesser geschmückt, für die Andrea della Robbia variantenreiche Reliefs stehender Wickelkinder mit individuellem Ausdruck schuf. Die vornehmlich blau und weiß glasierten Terrakotten (mit Wickeltüchern in unterschiedlichen Farben) wurden 2015/2016 restauriert. Die Originale sind heute im Museum des Hauses zu sehen, die Fassade schmücken inzwischen Kopien.

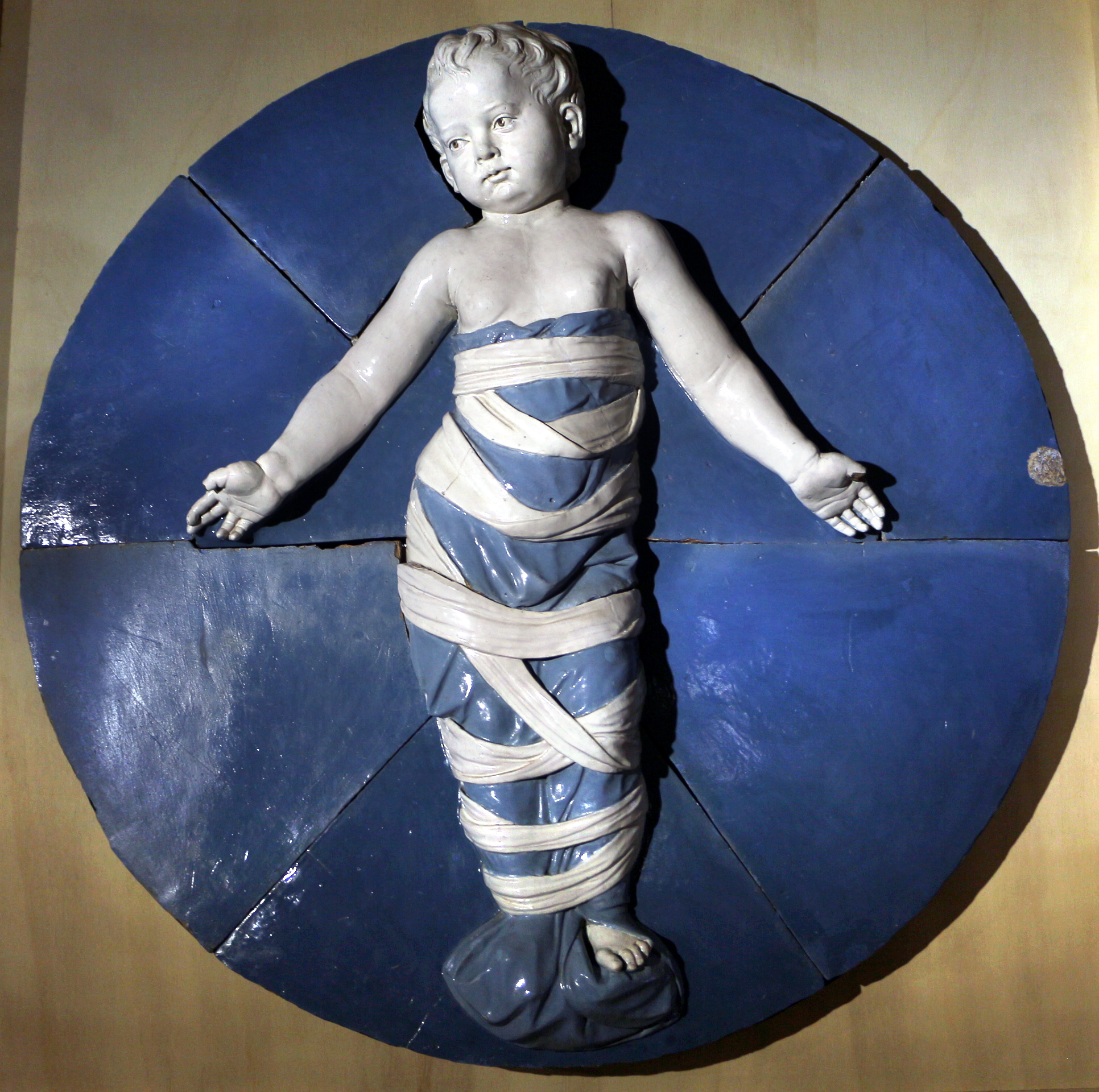
Andrea della Robbia, Tondo von der Fassade des Ospedale, glasierte Terrakotta, um 1487, im Museum

Im Bogenfeld und dem Gewölbe über dem zentralen Eingang sowie über den gesprengten Ziergiebeln mit Büsten der Medici auf den Seitenwänden der Loggia entstanden Anfang des 17. Jahrhunderts Fresken von Bernardino Poccetti (1602), der sich 1610 im hohen Alter mit seiner Frau im Findelhaus niederließ, im Austausch für weitere Fresken in einigen Innenräumen, die Leben und Arbeiten im Hospital veranschaulichen.
Im 16. Jahrhundert wurde links im Wandfeld ein Durchbruch für die Via Colonna geschaffen und entlang der Straße neu gebaut. 1843 stellte man mit einem Gegenstück zum nachträglichen rechten Wandfeld schließlich die Symmetrie der Fassade wieder her. Dort ist heute ein Eingang zum Archäologischen Nationalmuseum im Palazzo della Crocetta.

## Die Piazza Santissima Annunziata

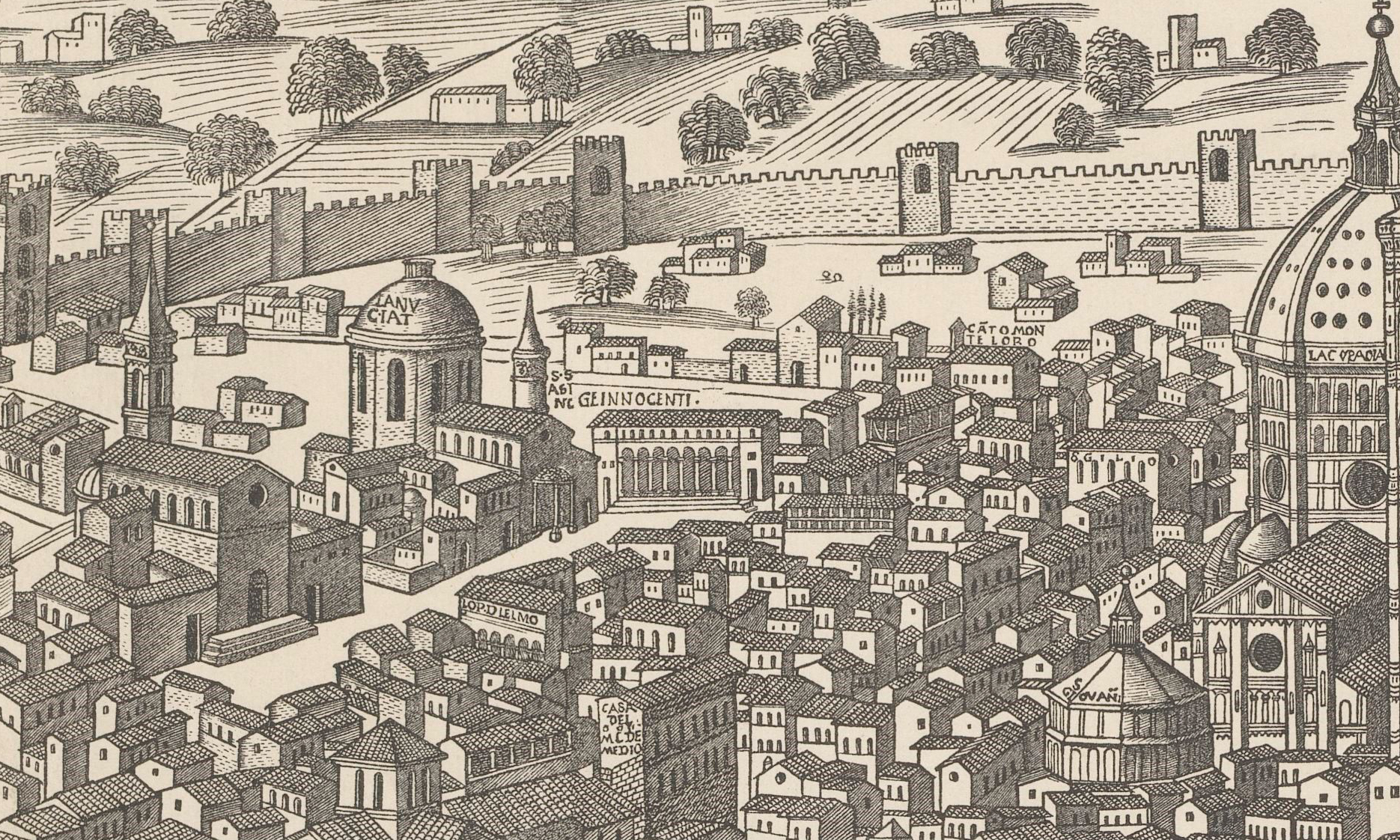
Ausschnitt aus dem Kettenplan von Florenz von um 1480

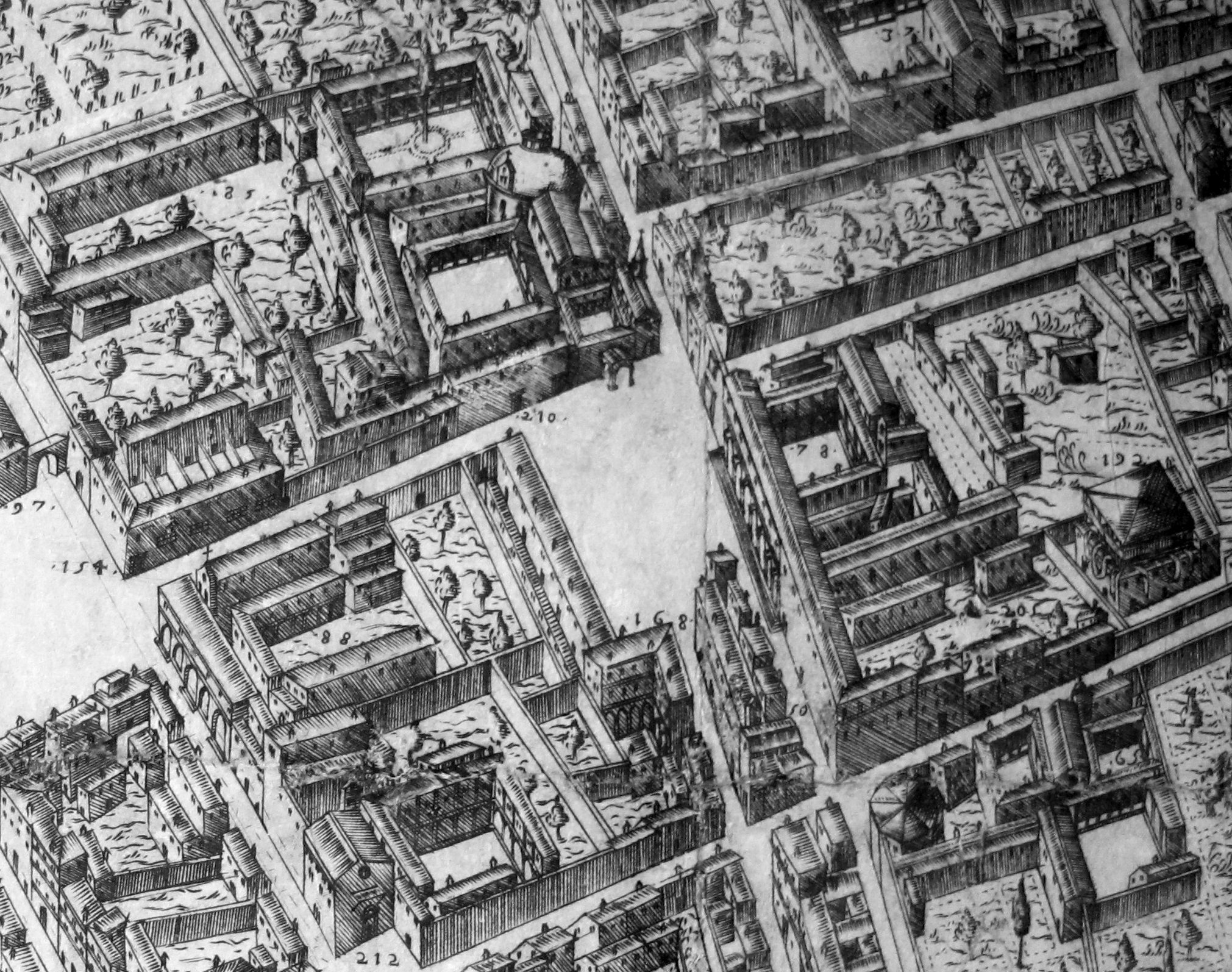
Die Piazza Santissima Annunziata auf der Karte Stefano Buonsignoris, einer Radierung von 1594

Die dem Platz den Namen gebende Kirche Santissima Annunziata, Gründungs- und Klosterkirche des Servitenordens, wurde hier 1233 noch außerhalb der Stadtmauern gegründet. Wenig später war das Kloster Teil der Stadt, der entstehende Platz hieß zunächst Piazza dei Servi. Auf dem sogenannten Kettenplan von Florenz (pianta della catena, um 1480) sieht man die Stadtmauer in einem weiten Bogen sich um die Kirche und das Ospedale schließen, während die Umgebung nach Osten und auch die Westflanke noch wenig bebaut ist. 
Die Kirche wurde ab 1440 von Brunelleschis Kollegen Michelozzo unter anderem um das Atrium erweitert, das durch einen Portikus mit zwei Säulen zugänglich war (der heute noch sichtbar ist). Durch eine Stiftung der Familie Pucci wurde er 1601 durch die, von Giovanni Battista Caccini entworfene, siebenbögige Loggia ersetzt. Santissima Annunziata war eine Wallfahrtskirche, wohin viele Pilger kamen, für die vor allem zu entsprechenden Festzeiten das Ospedale degli Innocenti Unterkünfte anbot. Die Loggia dei Servi di Maria gegenüber dem Ospedale wurde zu Beginn des 16. Jahrhunderts von Baccio d’Agnolo und Antonio da Sangallo dem Älteren geplant. Ursprünglich auch dem Servitenorden dienend, beherbergt sie heute ein Hotel.
Da beide Gebäude zum Findelhaus korrespondierende Fassaden haben, wird angenommen, dass dies von Beginn an zum Plan Brunelleschis gehörte. Wenn er das Gebäude selbst symmetrisch und ebenmäßig entworfen hat, darf man davon ausgehen, dass er auch das Umfeld seines Baus mitbedachte, wenn nicht sogar in den Entwurf aufnahm. Ein überzeugendes Indiz ist die Ausrichtung des Ospedale im rechten Winkel zur Kirche (die damals noch um das Atrium und die Loggia weiter zurücklag). Die Mittelachse von Santissima Annunziata wird relativ genau mit der via dei Servi zum Chor der Kathedrale hin fortgesetzt, was auch die unübliche Nordung der Kirche erklärt. Zu ihr parallel sollten beide Flanken des Platzes verlaufen. Dies macht die Piazza Santissima Annunziata zur „erste[n] klar achsenbezogenen Platzanlage der Neuzeit.“
Brunelleschis Freund und Kollege Leon Battista Alberti formulierte im achten Buch seines Architekturtraktats zu solch einem Forum, dass es „nicht mehr als eine weiträumige Kreuzung“ sei, „und der Platz für die Schauspiele [..] nichts anderes als ein von Stufen umgebenes Forum“. 
Damit ist ein weiteres Indiz für die umsichtige Planung die Freitreppe des Ospedale, die bis heute Menschen zum Sitzen einlädt und den Platz zu einem Schauplatz macht, wo auch religiöse und jahreszeitliche Feste gefeiert wurden, wie im Herbst das der rificolane oder Mysterienspiele, zu denen Brunelleschi selbst mit technischen Apparaturen beitrug. Das Findelhaus war kein versteckter,  mit Scham verbundener Ort, sondern lag in einem Zentrum des sozialen Geschehens.

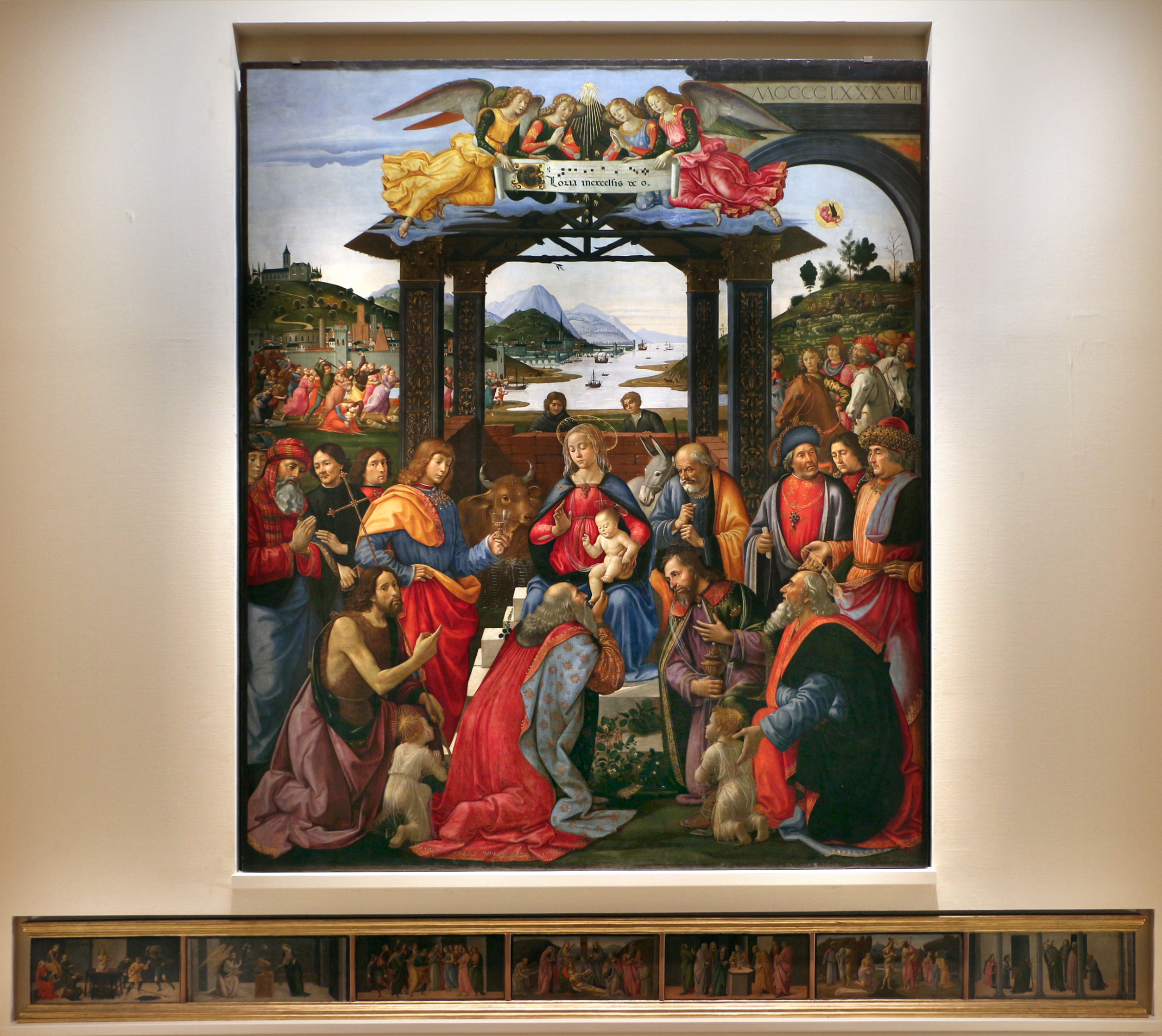
Anbetung der Könige von Domenico Ghirlandaio und Bartolomeo di Giovannis Predella des Hochaltars, 1485–1488, Museum

## Museo degli Innocenti
Das 2016 nach einer umfassenden Neugestaltung eröffnete Museum (Galleria dello spedale degli Innocenti) informiert über die Geschichte des Hospitals und zeigt unter anderem Arbeiten von Luca della Robbia, Andrea della Robbia, Sandro Botticelli und Piero di Cosimo. Ausgestellt ist auch die Haupttafel des ehemaligen Hochaltars der Kirche des Waisenhauses. Die Anbetung der Könige wurde 1485–1488 von Domenico Ghirlandaio und seiner Werkstatt geschaffen. Die zugehörige Predella stammt von Bartolomeo di Giovanni; die Rahmung des Retabels ist verloren.